# 鹹魚豆腐白菜仔
《鹹魚豆腐白菜仔》（Bean Curd Beauty）是香港亞洲電視製作的劇集，於1983年2月21日首播，共20集。本劇由李兆華監製，彭濟材擔任劇本編審，主演有葉玉萍、吳彩南（吳毅將）、楊得時、苑麗瓊（苑瓊丹）、李月清、邵音音、譚榮傑、司馬華龍等。
電視台起用當時仍在藝員訓練班受訓的吳彩南、楊得時和苑麗瓊飾演要角。

## 主要演員
- 葉玉萍 飾 崔玉
- 吳彩南 飾 楊剛
- 李月清 飾 貴嬸
- 苑麗瓊 飾 張雪芳
- 金童 飾 崔平
- 楊得時 飾 石莊
- 司馬華龍 飾 張四
- 譚榮傑 飾 石魁
- 邵音音 飾 竇如花
- 吳桐 飾 石九
- 伍永森 飾 竇叔
- 鄭文霞 飾 竇嬸
- 蔡國慶 飾 蔡榮
- 楊震聲 飾 Winnie
- 田啟文 飾 傻仔威
- 鄧德光 飾 區耀發
- 黃浩義 飾 林Sir
- 馮瑞珍 飾 伍師奶

## 外部連結
- 鹹魚豆腐白菜仔宣傳片 （页面存档备份，存于）